# Bukovany (okres Hodonín)
Obec Bukovany (německy Bukowann) se nachází v okrese Hodonín v Jihomoravském kraji. Žije zde 685 obyvatel.
Sousedními obcemi sídla jsou Sobůlky, Nechvalín, Ostrovánky a Kyjov.

## Název
S názvem obce Bukovany je spojeno několik verzí. Jedna z nich uvádí, že název obce pochází z řeckého slova „Buccolicus“, což v překlad znamená pastýř. V okolí Bukovan se nacházela hojně pastviska, na kterých zmínění pastýři mohli vykonávat pastvu dobytku.
Jiná verze uvádí, že název Bukovany má spojitost v listnatém stromu buku, který měl v místních lesích poměrně časté zastoupení.

## Historie
První písemná zmínka o vesnici pochází z roku 1201.

## Obyvatelstvo
| Rok            | 1869 | 1880 | 1890 | 1900 | 1910 | 1921 | 1930 | 1950 | 1961 | 1970 | 1980 | 1991 | 2001 | 2011 | 2021 |
| -------------- | ---- | ---- | ---- | ---- | ---- | ---- | ---- | ---- | ---- | ---- | ---- | ---- | ---- | ---- | ---- |
| Počet obyvatel | 581  | 625  | 610  | 699  | 729  | 718  | 784  | 725  | 893  | 871  | 829  | 776  | 769  | 740  | 665  |
| Počet domů     | 126  | 139  | 142  | 145  | 147  | 149  | 168  | 185  | 207  | 222  | 221  | 244  | 251  | 257  | 252  |

## Obecní správa

### Obecní symboly
Znak a vlajka byly obci uděleny rozhodnutím předsedy Poslanecké sněmovny Parlamentu České republiky dne 27. února 2004.

## Pamětihodnosti
- Kaple svatého Jana Pavla II.
- Kaplička U svaté Anny
- Socha svatého Jana Nepomuckého
- Bukovanský mlýn
- Škola T. G. Masaryka

## Galerie

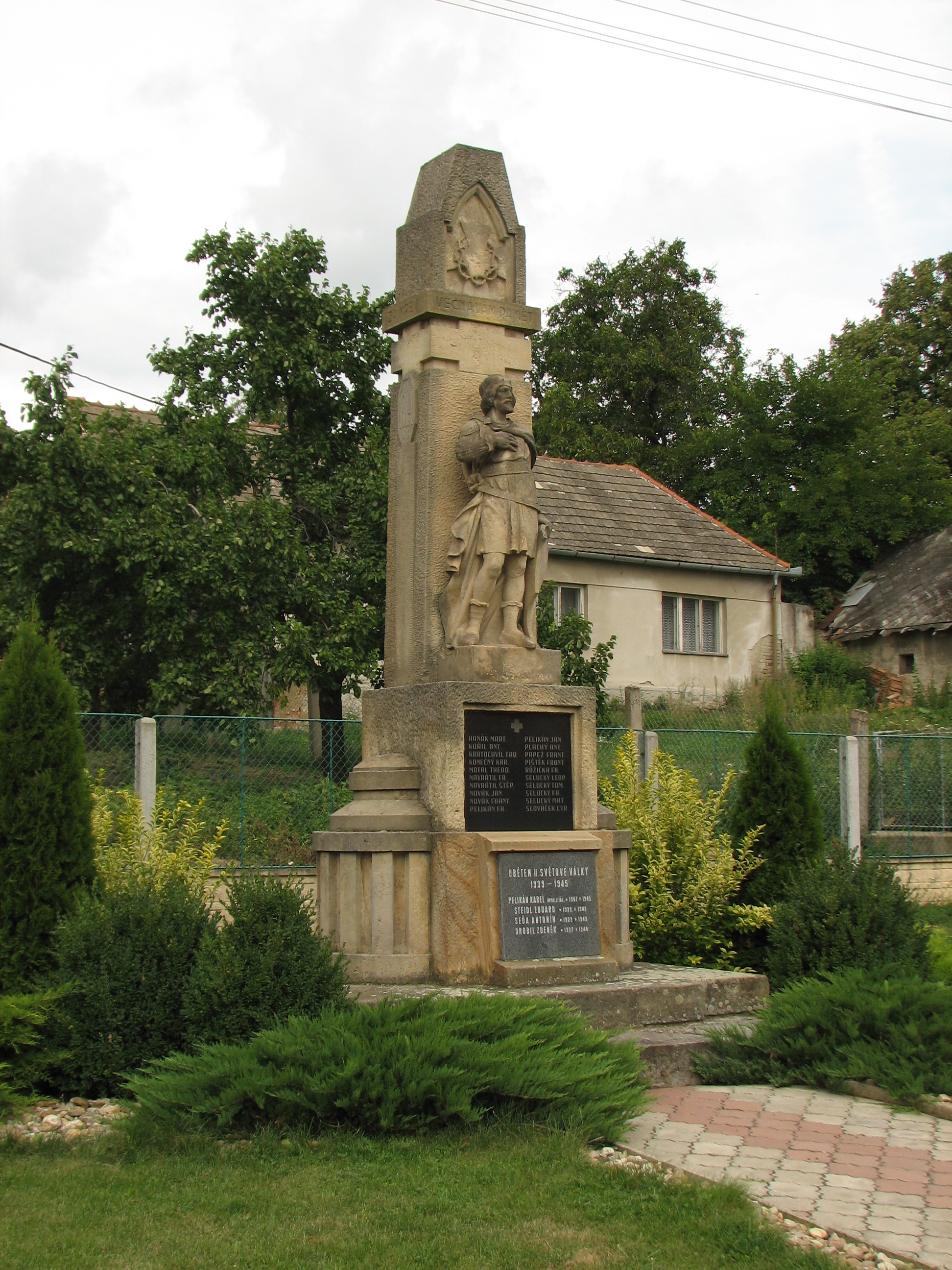
Pomník padlým
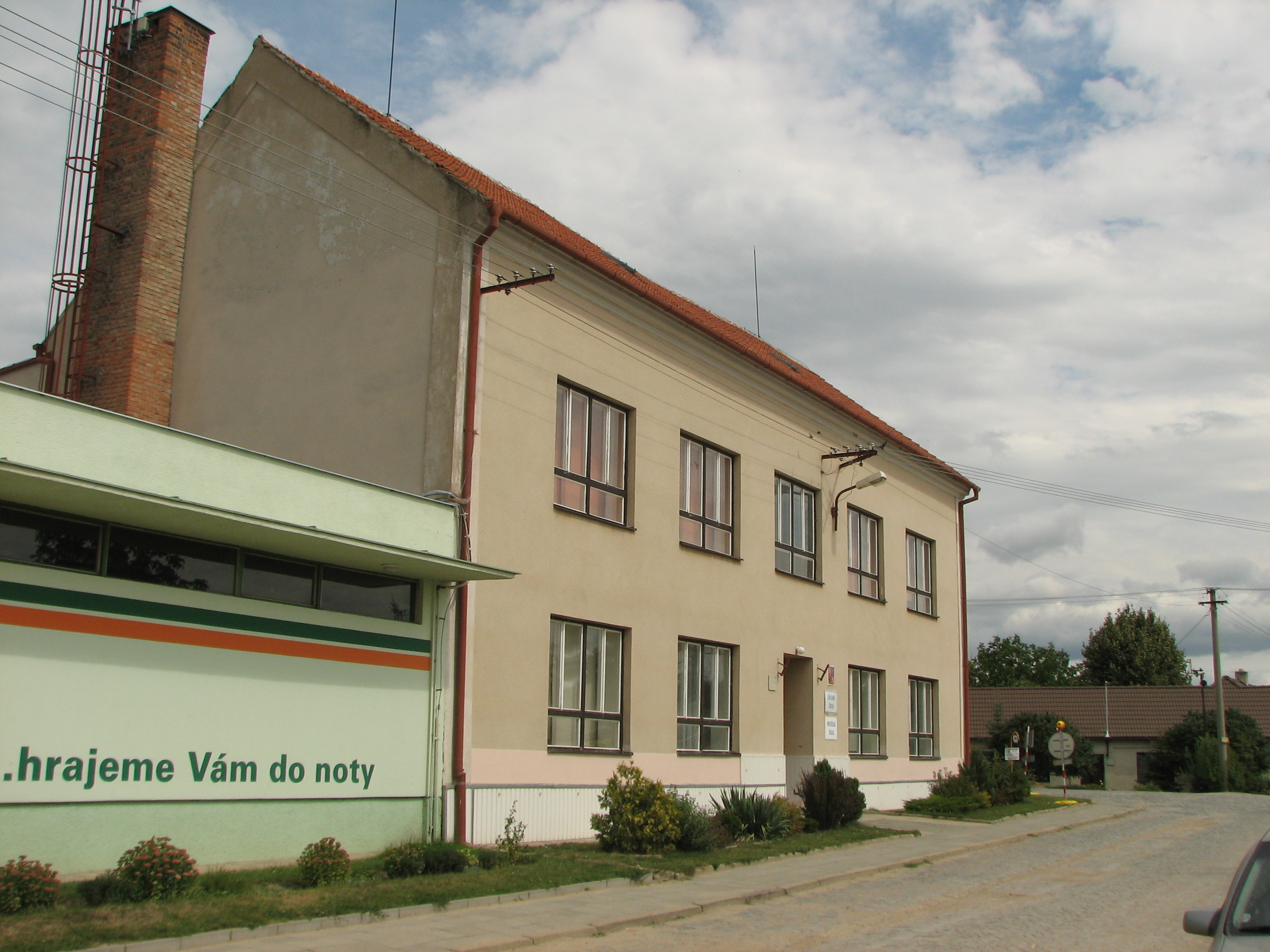
Základní škola
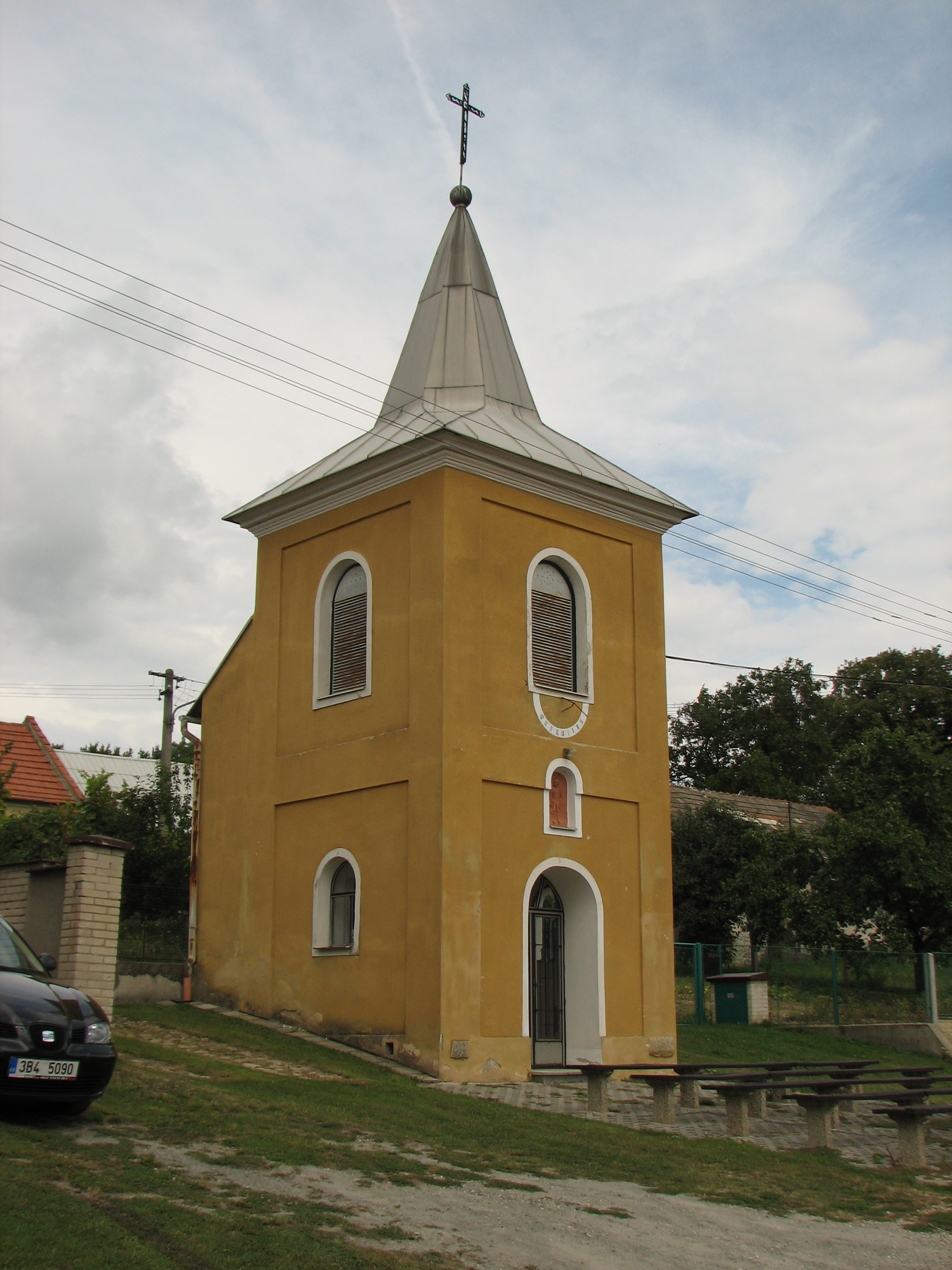
Kaple na Dědině
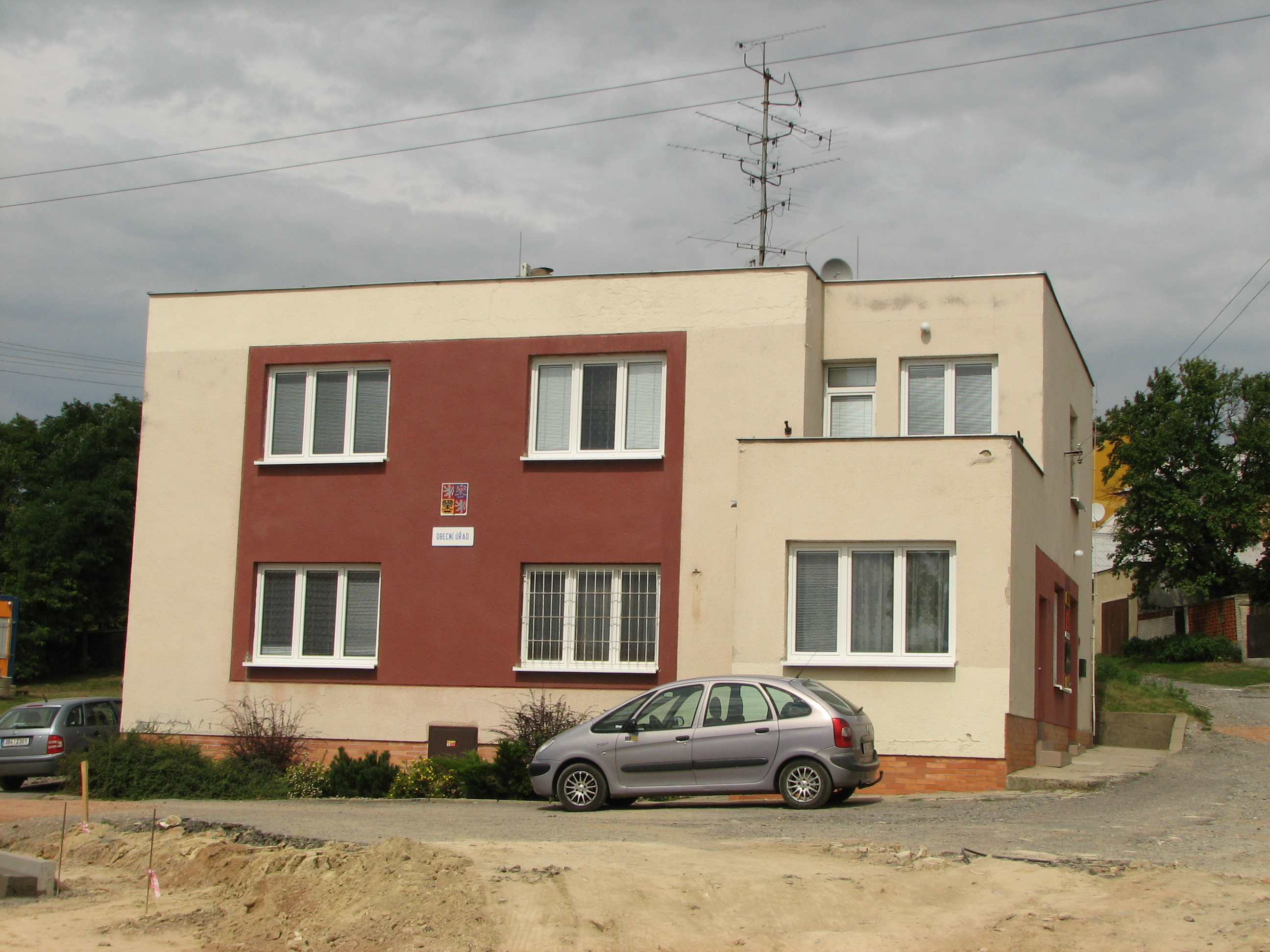
Obecní úřad
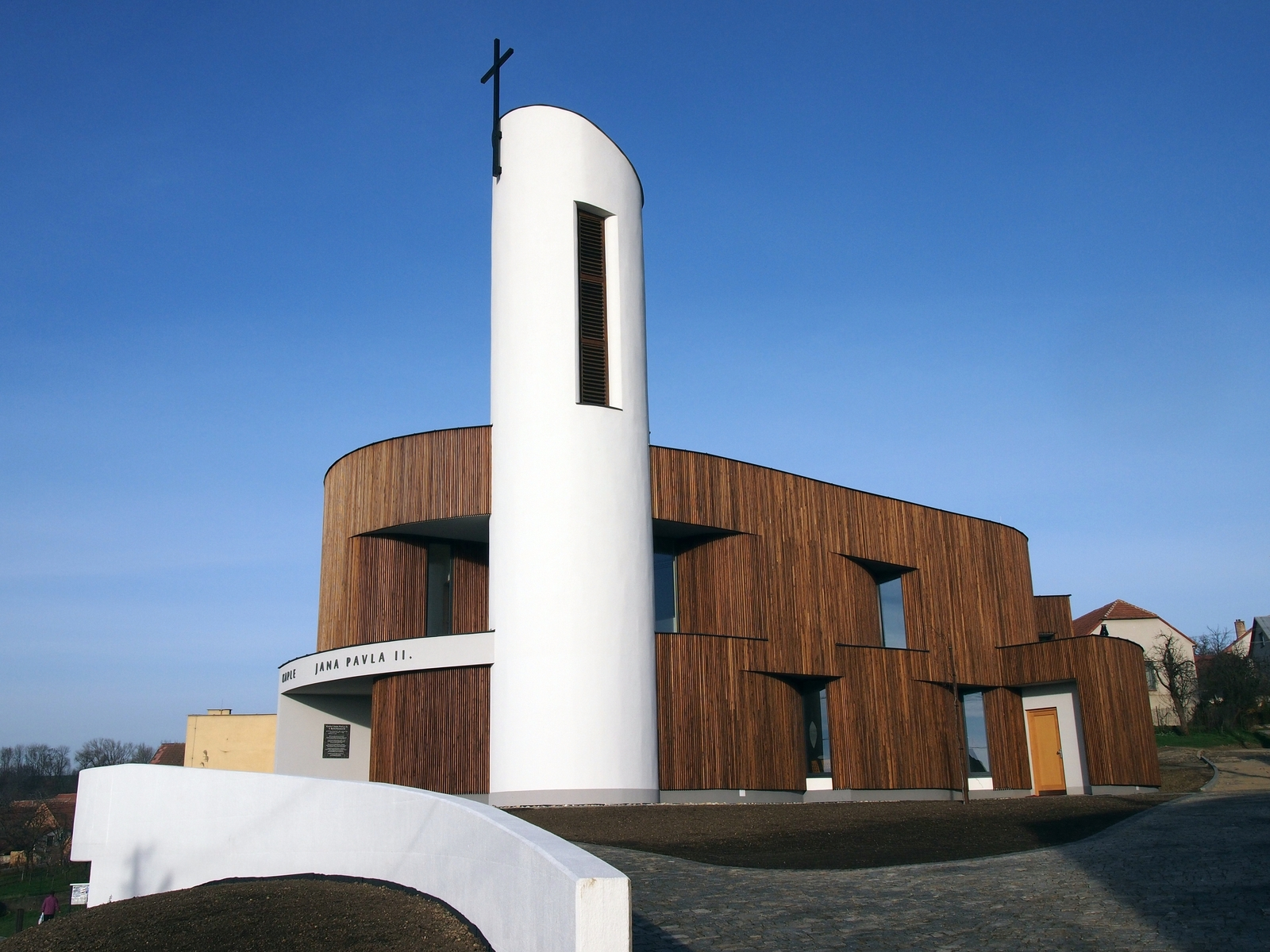
Kaple sv. Jana Pavla II. z roku 2013
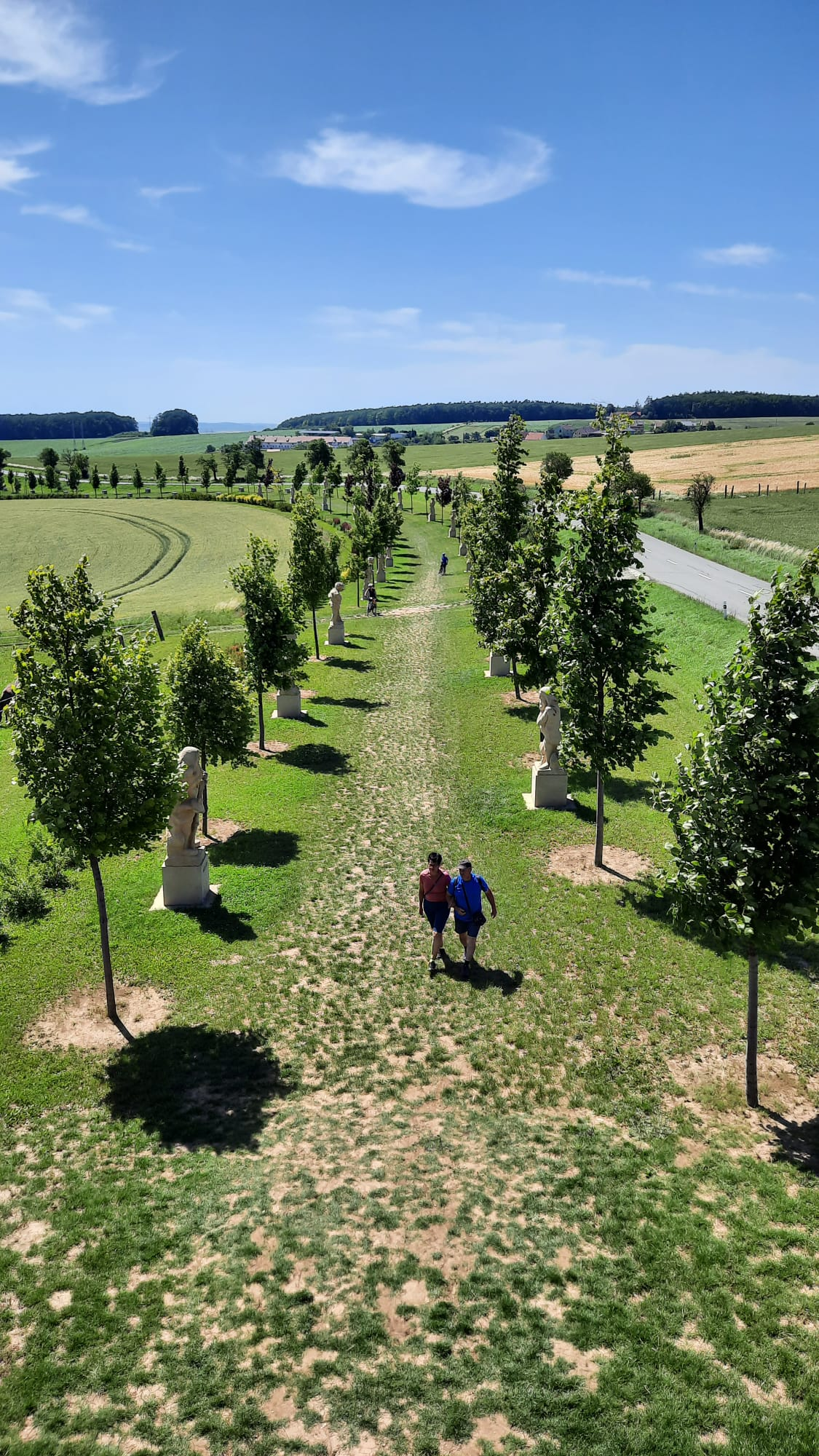
Alej českých panovníků